# アシュギーネ
アシュギーネ（Ashguine）は、松下電器産業（現・パナソニック）が販売したMSXコンピュータ「Panasonic A1」のイメージキャラクター、およびMSX用ゲーム作品の主人公として登場する架空のキャラクターである。

## 概要
濃緑色の巨躯に鎧を身に着け、右手には剣、左手には三葉虫を模した盾を持ち、左目には情報表示用の機器を装備している。
1987年に発売された松下電器製MSX「FS-A1」のイメージキャラクターとして登場し、実写によるCMが放映された。またアシュギーネを主人公としたMSX専用ゲームソフトが複数販売された。
キャラクター原案はCMディレクター李泰栄、キャラクターデザインは横山宏である。

## 人物
グール人の父「ギー」とアリトリア人の母「ネシュア」の子、「ライル」として誕生し、試練を経て聖戦士アシュギーネとなった。

## CM
松下電器製MSX「FS-A1」シリーズの広告として複数のCMが作成された。CMは実写で作成され、ボディビルダーの須藤孝三がアシュギーネに扮した。

## ゲーム作品
アシュギーネを主人公として、MSX専用ソフトが複数販売された。このうち「アシュギーネ　虚空の牙城」および「アシュギーネ　復讐の炎」は、「パナアミューズメントカートリッジ」を介することで、足の速さやライフ、特殊アイテムなどキャラクターデータを交換することが可能。
伝説の戦士　アシュギーネ（1987年発売 パナソフトセンター）
主人公「ライル」が聖戦士アシュギーネへと成長するまでを描く。開発はビッツー
アシュギーネ　虚空の牙城（1987年12月発売 T&Eソフト）
惑星ネペンテスから衛星ネオサンテを舞台に、両親を殺した仇敵バヌーティラカスを倒すためのアシュギーネの冒険を描く。
任意上下スクロールのアクションゲーム。トリガ連打で連続的に剣を繰り出す刺突攻撃（パワーアップすると光球を撃ち出す）と、停止時に掲げ持って前方からの敵弾を防ぐ盾、取得すると敵にぶつけて攻撃出来る「制御球」を駆使し、ステージボスを捜し出して倒すとステージクリアとなる。
ステージ内は階段やワープゾーンで迷路の様に繋がっており、また部屋を塞ぐ扉を開けるには敵が落とす鍵が必要となる。
ステージ各所にTマークのついた転送装置が設置されており、画面上部情報スクリーンの二連太陽が黄色い太陽を上にして重なった時はネペンテスの惑星生命体「ヴィ」から各種支援アイテムが転送され、赤い太陽を上にして重なった時は敵キャラが出現する。
BGM作曲は浅倉大介。後にFM-PACの内蔵サンプル曲としてFM音源アレンジ化され収録されている。
アシュギーネ　復讐の炎（1987年12月発売 マイクロキャビン）
宇宙をつかさどる超生命惑星「ヴィ」の協力を得て、伝説の聖戦士となったアシュギーネは、7人のバヌーティラカスの融合体"アクマ" に最後の戦いをいどむため、コロシアムを目指す。
HOP STEP SHIPPO!（『MSX・FAN』1987年12月号に掲載、作者：ちぜ＆NOP）